# 鶴屋八幡
株式会社鶴屋八幡（つるや はちまん、英: Tsuruya Hachiman Co.,Ltd.）は、大阪の老舗和菓子店。
小豆の選別から製餡まで自社工場で製造している。

## 沿革
1702年（元禄15年）に虎屋伊織（とらやいおり、正式には虎屋大和大掾藤原伊織（とらややまとだいじょうふじわらのいおり））が創業する。虎屋伊織は大阪で初めて饅頭を売り出し、好評を博した。虎屋伊織は、饅頭切手（持参人に饅頭を引き渡す一種の商品券）を発行したことでも知られる。大坂での商品切手の嚆矢であった。
大坂内外に絶大な信用を築いた虎屋伊織であったが、幕末になると9代目当主が病弱なうえ、実子がなかったことや、世情不安などから経営が行き詰まる。この時に9代目当主と虎屋伊織が閉店しては困る大坂の茶人からの要請と、虎屋伊織に原料をおさめていた八幡屋（やはたや）の後押しと受けて、虎屋伊織に永年奉公をしていた今中伊八は虎屋伊織の製法や原料など全てを踏襲し、文久3年（1863年）に高麗橋通り丼池に鶴屋八幡を創業する。屋号の鶴屋八幡は、八幡屋の厚意に報いる意味で「つるややはた」とした。
「つるややはた」が「つるやはちまん」になった経緯は不明。
1951年（昭和26年）に3代目社長今中豊三はPR誌『あまカラ』（のち『あまカラ春秋』）を刊行する。小島政二郎、吉井勇、吉屋信子、北大路魯山人といった執筆陣の寄稿により、鶴屋八幡のみならず、大阪文化そのものの喧伝に寄与することになった。『あまカラ』は200号まで発刊された。
- 1915年(大正4年) - 合名会社鶴屋八幡設立。
- 1932年(昭和7年) - ご紋章菓子謹製(菊花と桐花)ご下命。
- 1947年（昭和22年） - 株式会社鶴屋八幡設立。

## 主な商品
- 百楽 - 粒餡入り最中[1][2]。
- 有磯 - 漉し餡入り最中[1]。
- 舞鶴 - どら焼き[2]。

## 手塚治虫との関わり
手塚治虫の大阪府立北野中学校（現・大阪府立北野高等学校）の同級生に今中宏という人物がいるが、鶴屋八幡を経営する一族の1人である。今中宏が自身の祖父今中久吉を描いた似顔が、ヒゲオヤジのキャラクター原案となっている。